# گلایول اکوئیتانس
گلایول اکوئیتانس(نام علمی: Gladiolus equitans) نام یک گونه از سرده گلایول است.